# Chronologie de l'Azerbaïdjan
Cette chronologie de l'Azerbaïdjan retrace l'histoire de l'Azerbaïdjan et des peuples qui ont vécu ou vivent dans l'actuelle Azerbaïdjan.

## XXesiècle
- 30 août 1991 : l'Azerbaïdjan proclame son indépendance après l'effondrement de l'Union soviétique et du bloc communiste.
- 12 décembre 1999 : premières élections municipales.